# Tahunanui

Tahunanui est une des banlieues de la ville de Nelson, dans l’Île du Sud de la Nouvelle-Zélande.

## Situation
Elle se situe juste au nord de l’aéroport de Nelson (en) et est le site de la principale plage de la ville de Nelson, sur la baie de Tasman.

## Population
La population était de 2 100 habitants lors du recensement de 2013 (recensement de 2013 en Nouvelle-Zélande), soit une augmentation de 99 résidents par rapport au recensement de 2006 .